# Brian Jones (Musiker)

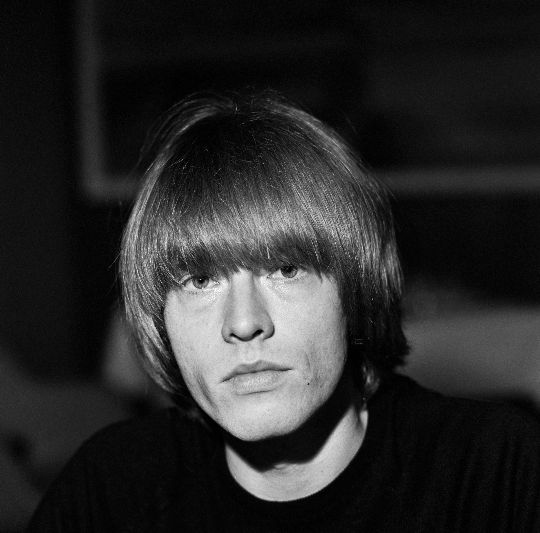
Brian Jones, 1965

Lewis Brian Hopkin Jones (* 28. Februar 1942 in Cheltenham, Gloucestershire; † 3. Juli 1969 in Hartfield, Sussex) war ein britischer Musiker. Als Gründungsmitglied der Band The Rolling Stones prägte er die Band in ihrer Anfangszeit als Gitarrist und Multiinstrumentalist entscheidend mit.

## Leben und Wirken
Am 28. Februar 1942 kam Brian Jones als erstes Kind seiner aus Wales stammenden Eltern Lewis Blount Jones und Louisa Beatrice Jones (geborene Simmonds) zur Welt. Er hatte zwei Schwestern, die 1943 geborene und im Alter von zwei Jahren an Leukämie gestorbene Pamela sowie die 1946 geborene Barbara. Sein Vater war Flugzeugingenieur, seine Mutter Klavierlehrerin. Brian erlernte von ihr das Klavierspiel, spielte aber auch Saxophon und Klarinette. Nachdem er zu seinem 17. Geburtstag eine Gitarre bekommen hatte, interessierte ihn auch dieses Instrument.
Jones galt durch seine sehr guten Noten als guter Schüler, der jedoch auch stark gegen Autoritäten rebellierte.
Als im Jahr 1959 seine Freundin, die 17-jährige Valerie Corbett, in Cheltenham ihr erstes uneheliches Kind Simon zur Welt brachte, schickten Brians Eltern ihren Sohn zu Verwandten ins Ausland, wo er mit seiner Bluesleidenschaft die meiste Zeit in Schallplattenläden und Musikclubs verbrachte. Nach Cheltenham zurückgekehrt, zeugte er zwei weitere uneheliche Kinder.
Als dort 1961 bei einem Chris-Barber-Konzert Sonny Boy Williamson auftrat, war Brian Jones vom Blues begeistert und zog mit Pat Andrews und dem gemeinsamen Sohn nach London, wo er im Dezember 1961 Alexis Korner kennenlernte. Beim nächtlichen Schallplattenhören in Korners Küche begeisterte Jones sich für das Slidegitarrenspiel von Elmore James in Dust My Broom und fing an, an seiner Spieltechnik zu arbeiten. Am 24. März 1962 holte ihn Alexis Korner erstmals auf die Bühne des Ealing Clubs, wo er mit dessen Band Blues Incorporated einige Songs spielte. Brian Jones nannte sich damals „Elmo Lewis“.

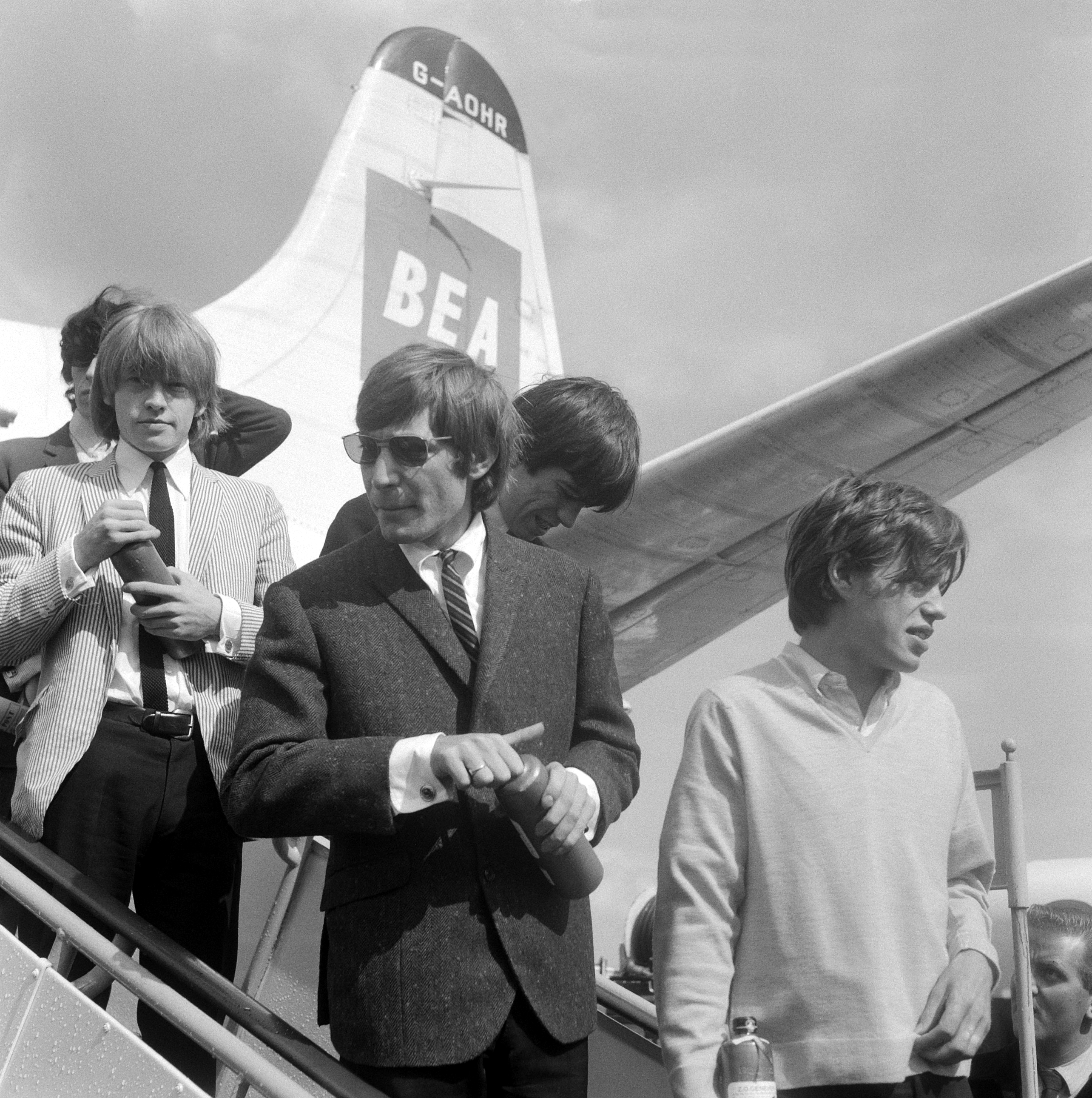
Brian Jones (l.) mit den Rolling Stones am Flughafen Amsterdam Schiphol, 1964

Brian Jones war Gitarrist in der von Paul Jones gegründeten Beat-Band The Roosters. Als solcher wurde er Anfang 1963 von Eric Clapton ersetzt, bevor dieser sich wenig später den Yardbirds anschloss.
Durch Alexis Korner lernte Jones Mick Jagger und Keith Richards kennen, mit denen er und sein Freund Ian Stewart im Juni 1962 die Band The Rolling Stones gründeten. Korner hatte Jones zuvor gebeten, mit dessen noch namenloser Band vertretungsweise an einem Donnerstagabend im Marquee Club aufzutreten, da Korner und Davies wegen eines Auftritts in der BBC-Sendung Jazz Club verhindert waren. In den ersten Jahren war Jones der Bandleader der Gruppe, die am 12. Juli 1962 als „The Rollin’ Stones“ zum ersten Mal auf der Bühne stand. Jones, Jagger und später auch Richards bewohnten um diese Zeit ein schmuddeliges Appartement in der Londoner Edith Grove.
Während er bei den zwischen 1963 und 1965 aufgenommenen Rolling-Stones-Songs meist als Gitarrist zu hören war, wie etwa bei I Wanna Be Your Man oder Little Red Rooster, aber auch an der Slide-Gitarre – und (bis ihn Jagger ablöste) Mundharmonika, trat er ab 1966 vermehrt als Multi-Instrumentalist in Erscheinung. Auf den Alben Aftermath, Between the Buttons und Their Satanic Majesties Request bereicherte er mit allerlei Instrumenten das Klangbild der Rolling Stones: Mit der Blockflöte (Ruby Tuesday, Sing This All Together, Gomper), mit der Sitar (Paint It Black, Mothers Little Helper, Gomper), mit der Harfe (On with the Show), dem Marimbafon (Under My Thumb, Out of Time), dem Dulcimer (Lady Jane, I Am Waiting), dem Cembalo (Take It or Leave It, Ride On Baby), dem Akkordeon (Back Street Girl), dem Kazoo und Banjo (Cool Calm and Collected), der Orgel (Complicated, 2000 Man), dem Piano und Blasinstrumenten (Saxophon, Posaune, Klarinette) (Something Happened to Me Yesterday, Dandelion sowie auf dem Album Their Satanic Majesties Request). Außerdem bediente er auf mehreren Songs das Mellotron.
Jones’ Freundin Linda Lawrence brachte im Jahr 1964 einen Sohn zur Welt, dem er den Namen Julian gab, den er bereits seinem Sohn aus der Beziehung mit Pat Andrews gegeben hatte. Mit diesem Namen erwies er dem Saxophonisten Julian „Cannonball“ Adderley seine Reverenz.
Brian Jones war bekannt für seinen exzessiven Lebensstil. Er wurde von weiblichen Fans verehrt, von Szene-Leuten um Andy Warhol und Tom Wolfe hofiert und am häufigsten von allen Bandmitgliedern fotografiert. Jones gehörte wie John Lennon (von The Beatles) und Syd Barrett (von Pink Floyd) zu den ersten Popstars, die LSD konsumierten. Wegen diverser Krankenhausaufenthalte, die seinem Drogen- und Alkoholkonsum geschuldet waren, mussten die Rolling Stones immer wieder ohne ihn auftreten. Als er immer häufiger Konzerte absagen musste, begannen sich die anderen Bandmitglieder von ihm zu distanzieren.
Ihr Manager Andrew Loog Oldham favorisierte das Duo Mick Jagger/Keith Richards. Jones gelang es immer weniger, seine kompositorischen Ideen gegenüber diesen beiden durchzusetzen. Hinzu kam ein Asthmaleiden, das ihn zu ständiger Medikamenteneinnahme zwang. Sein Drogenkonsum, seine Ausfälligkeiten und Allüren taten ein Übriges, um die Entfremdung von den anderen Bandmitgliedern voranzutreiben.
Am 14. September 1965 lernte Jones in München auf einer After-Show-Party die als Fotomodell und Schauspielerin tätige Anita Pallenberg kennen. Auch Mick Jagger und Keith Richards waren an ihr interessiert, doch sie reiste mit Brian Jones, der ein wenig Deutsch sprach, im Jahr 1966 nach Marokko. Im folgenden Jahr spielte Anita Pallenberg in Volker Schlöndorffs Film Mord und Totschlag mit, zu dem Jones die Filmmusik schrieb. Als es zwischen Jones und ihr immer öfter zu Eifersuchtsszenen kam, trennte sie sich im Frühjahr 1967 auf einer weiteren Marokko-Reise, an der auch Keith Richards teilnahm, abrupt von ihm und wurde Richards’ Freundin. Trotz seines Schocks besuchte Brian Jones mit ihr zusammen 1967 die Internationalen Filmfestspiele von Cannes, wo Mord und Totschlag vorgestellt wurde.

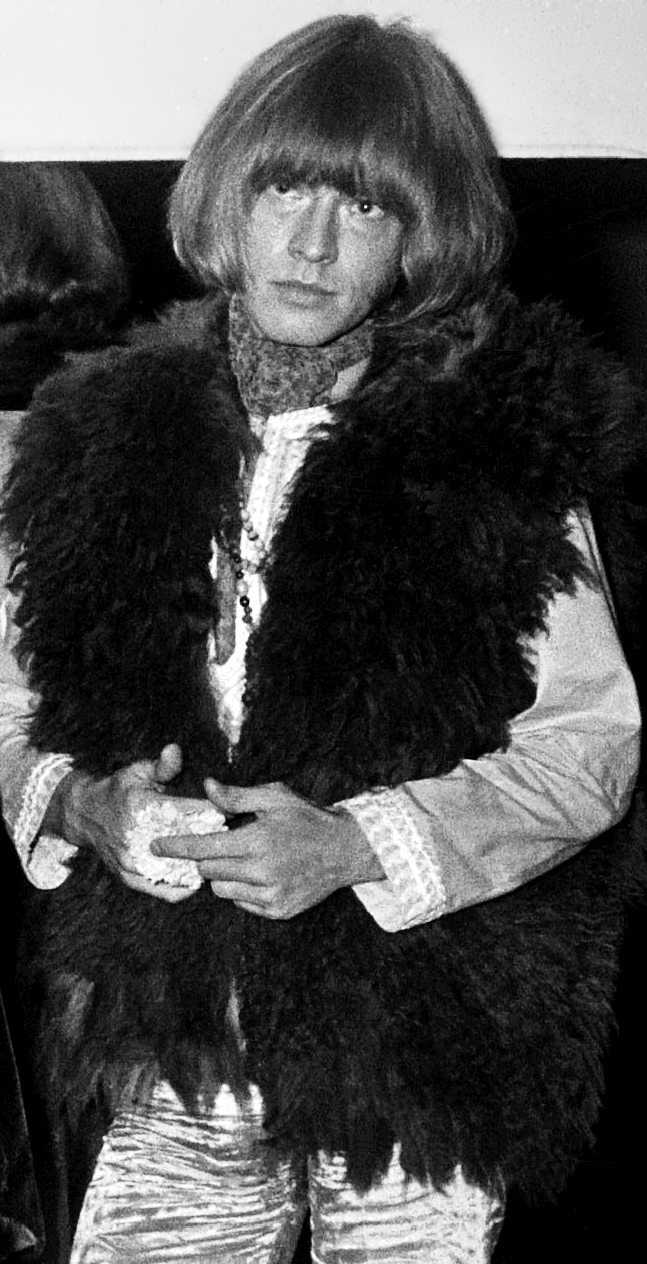
Brian Jones, 1967

Am 10. Mai 1967 durchsuchte Scotland Yard die Wohnung von Brian Jones in der Courtfield Road in London und nahm ihn und den ebenfalls anwesenden Stash de Rola fest. Beide wurden wegen Drogenbesitzes vor Gericht gestellt. Die Anklage war ein traumatisches Erlebnis für die beiden Beteiligten. Brian Jones folgte dem Rat seiner Anwälte und hielt sich in dieser Zeit von den Bandmitgliedern der Rolling Stones fern, wodurch sich sein psychischer Zustand weiter verschlechterte. De Rola wurde in der Gerichtsverhandlung, die erst am 30. Oktober 1967 stattfand, freigesprochen. Brian Jones verurteilte man dagegen wegen Drogenbesitzes zu einem Jahr Gefängnis. Diese Strafe wurde in einer Berufungsverhandlung am 12. Dezember 1967 für drei Jahre zur Bewährung ausgesetzt.
Letztmals auf Europa-Tournee ging Brian Jones mit den Stones vom 25. März bis 17. April 1967. Das Abschlusskonzert fand am 17. April 1967 im Panathinaikos-Stadion in Athen statt. Seine letzten Auftritte mit den Stones hatte er im Mai 1968 beim Pollwinners Concert des New Musical Express, wo die Stones die beiden Lieder Jumpin’ Jack Flash und Satisfaction spielten, und beim Rock and Roll Circus im Dezember 1968, wo er nicht mehr bei allen Songs Gitarre, sondern teilweise nur noch Perkussion spielte.
Im Juni 1967 flog Brian Jones, der sich für die aufkommende Hippie- und Flower-Power-Bewegung begeisterte, nach San Francisco. Dort besuchte er zusammen mit der Sängerin Nico am 15. Juni 1967 das Monterey Pop Festival und kündigte den Auftritt von Jimi Hendrix an. Im selben Jahr kam er mit dem Model Suki Potier zusammen. Mit ihr landete er am 4. Juli 1968 in Tanger, um die Flötenspieler von Joujouka aufzunehmen. Im November 1968 kaufte er die Cotchford Farm in Hartfield, Sussex, die früher Alan Alexander Milne, dem Autor der Winnie-Pooh-Bücher, gehört hatte. Im Jahr 1969 trennten sich Jones und Potier nach 18 Monaten. Anschließend war Jones mit der schwedischen Tänzerin Anna Wohlin liiert.

### Ausstieg aus der Band und Tod
Nachdem die Rolling Stones wegen des desolaten Zustands von Brian Jones seit 1967 nicht mehr auf Tournee waren und dessen Mitarbeit an den Studioaufnahmen immer weniger wurde (eine seiner letzten Arbeiten mit und für die Band war das Slide-Gitarren-Spiel auf No Expectations im Mai 1968), beschlossen die Stones, sich von ihrem früheren Leader zu trennen. Mit Mick Taylor, einem jungen Bluesvirtuosen, hatten die Musiker bereits im Frühjahr 1969 einen Ersatz gefunden. Mick Jagger, Keith Richards und Charlie Watts fuhren am Morgen des 8. Juni 1969 auf die Cotchford Farm und teilten Jones ihren Entschluss mit. Jones akzeptierte dies und das Angebot einer einmaligen Abfindungszahlung von 100.000 Pfund, heute etwa 2.200.000 Pfund, sowie 20.000 Pfund jährlich, heute etwa 440.000 Pfund, solange die Rolling Stones existieren. Am 9. Juni 1969 wurde die Trennung per Presseerklärung bekanntgegeben. Es war von einvernehmlicher, wegen unterschiedlicher musikalischer Präferenzen erfolgter Trennung die Rede. Laut seinem „alten“ Mentor Alexis Korner wollte Jones eine neue, progressive Bluesband gründen, um seine musikalischen Ideen zu verwirklichen. Jones schien sich im ländlichen Sussex gut zu erholen.
Am 2. Juli 1969 waren der Bauunternehmer Frank Thorogood und Janet Lawson, eine Krankenschwester und Freundin von Tom Keylock, dem Chauffeur und Roadmanager der Rolling Stones, bei Jones und Wohlin zu Hause. Jones habe mit Thorogood Differenzen wegen angeblich noch ausstehender Gelder für Umbauten auf der Cotchford Farm begleichen wollen. Laut widersprüchlicher Aussagen sollen Brian Jones, Wohlin und Thorogood zu später Stunde beschlossen haben, ein paar Runden im hauseigenen Pool zu schwimmen. Wohlin habe den Pool nach kurzer Zeit verlassen und sei zu Lawson ins Haus zurückgekehrt, was bedeuten würde, dass Brian Jones und Frank Thorogood danach noch 10 bis 15 Minuten allein im Pool gewesen wären. Als Thorogood sich im Haus eine Zigarette angezündet habe, habe Janet Lawson vom Fenster aus gesehen, dass mit Jones etwas nicht stimmte. Sie sei hinausgerannt und habe ihn auf dem Boden des Schwimmbeckens liegend gefunden. Nachdem man Jones aus dem Pool gezogen hatte, versuchten Anna Wohlin und Janet Lawson vergeblich, ihn wiederzubeleben. Die Reanimationsversuche des herbeigerufenen Rettungsdienstes scheiterten ebenfalls. Tom Keylock erschien auch am Unglücksort, nachdem ihn Thorogood telefonisch informiert hatte.
Als offizielle Todesursache wurde Ertrinken angegeben. Bis heute halten sich allerdings Gerüchte, er sei ermordet worden. Unterstützt wird die Mordtheorie unter anderem durch den Film Stoned, in dem der Regisseur und Drehbuchautor Stephen Woolley – durch Zeugenaussagen bestärkt – die These vertritt, Jones sei von Thorogood getötet worden. Im Abspann des Filmes wird erwähnt, dass Frank Thorogood 1993 seinem Freund Tom Keylock auf seinem Sterbebett den Mord an Brian Jones gestanden habe. Auch Anna Wohlin, die letzte Freundin von Jones, ist fest davon überzeugt, dass Thorogoods Übergriffe den Tod von Jones verursacht haben. Allerdings geht sie eher davon aus, dass Thorogood ohne Tötungsabsicht gehandelt und den Tod von Jones fahrlässig herbeigeführt habe.
Die Todesursache wurde 40 Jahre später von der Polizei erneut überprüft, nachdem ein Journalist ihr neues Material übergeben hatte; im folgenden Jahr wurde jedoch erklärt, dass keine neuen Ermittlungen aufgenommen würden.

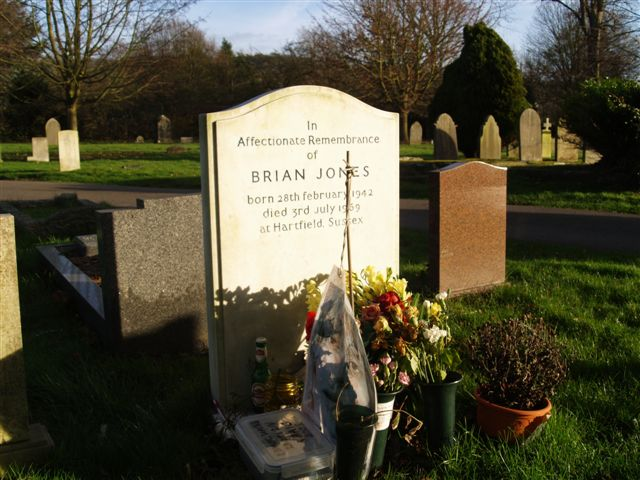
Brian Jones’ Grab in Prestbury

Ein kostenloses Konzert der neu formierten Rolling Stones am 5. Juli 1969 im Londoner Hyde Park, das schon vor Jones’ Tod geplant worden war, wurde zur Gedenkfeier. Auf der Bühne stand ein großes Bild von ihm, Mick Jagger las aus Adonais von Percy Bysshe Shelley und die Band ließ hunderte weißer Schmetterlinge fliegen. Bei diesem Konzert vor rund 250.000 Fans trat erstmals Jones’ Nachfolger Mick Taylor live mit der Band auf.
Brian Jones wurde auf dem Priory Road Cemetery in Prestbury, einem Vorort seiner Heimatstadt Cheltenham, bestattet. Die Begräbnisfeierlichkeiten fanden am 10. Juli in Cheltenham statt. Charlie Watts und Bill Wyman waren die einzigen Stones-Mitglieder, die an der Beerdigung teilnahmen. Brians Eltern, seine Schwester und seine ehemalige Freundin Suki Potier waren ebenfalls anwesend. Das Begräbnis wurde von Tom Keylock organisiert. Wegen des aufwändigen Arrangements und des kunstvollen bronzenen Sargs, den Keylock besorgt hatte, kam es zu Meinungsverschiedenheiten mit Lewis Jones, dem Vater des Musikers.
Brian Jones wird, wie andere einflussreiche Musiker, dem Klub 27 zugerechnet.

### Postume Wirkung
- Jim Morrison, Sänger von The Doors, veröffentlichte kurz nach Brian Jones’ Tod das Gedicht Ode to L. A. While Thinking of Brian Jones, Deceased.
- Pete Townshend, Kopf der britischen Rockband The Who, veröffentlichte kurz nach Brian Jones’ Tod ein Gedicht mit dem Titel A Normal Day for Brian, A Man Who Died Every Day in der englischen Tageszeitung The Times.
- Postum wurde 1971 ein von Brian Jones vorbereiteter Dokumentarfilm über marokkanische Musiker aus dem Dorf Joujouka veröffentlicht: Brian Jones Presents The Pipes Of Pan Of Joujouka.
- Die englische Band Psychic TV hat 1985 den Song Godstar veröffentlicht, der Brian Jones gewidmet ist und Teil eines nie veröffentlichten Films namens Godstar über Brian Jones sein sollte.
- In dem Song Tightrope Ride, auf dem 1971 erschienenen Doors-Album Other Voices, wird Bezug zu Brian Jones hergestellt (das Lied gilt eigentlich dem verstorbenen Frontman Jim Morrison).
- Der deutsche Schauspieler und Liedermacher Ben Becker veröffentlichte auf seinem Debütalbum einen Song mit dem Titel Brian Jones.
- Die japanische Band Pizzicato Five widmete Brian Jones einen Song bzw. ein Video: Pizzicato Five: Sweet Soul Revue (Part II)
- 1989 nahmen die Rolling Stones gemeinsam mit den Musikern von The Pipes of Pan of Joujouka das Lied Continental drift für ihre LP Steel Wheels auf. Es handelte sich teilweise um die gleichen Musiker bzw. deren Söhne, mit denen Brian Jones 1968 Musik aufgenommen hat.
- Ein Film über die letzten Tage von Brian Jones wurde 2005 unter dem Titel Stoned veröffentlicht (Regie: Stephen Woolley).
- Im März 2007 erschien der Song The Spirit of Brian Jones von der Band Beyond the Vail.
- Der amerikanische Musiker Anton Newcombe[15] benannte seine Band nach Jones und dem Jonestown-Massaker The Brian Jonestown Massacre.
- Die LP Brian Jones presents the Pipes of Pan at Joujouka (1971) wurde in die Wireliste The Wire’s „100 Records That Set the World on Fire (While No One Was Listening)“ aufgenommen.

## Solo-Diskografie
- LP: Brian Jones presents the Pipes of Pan at Joujouka (1971) – Jones wirkt auf diesem Album der Master Musicians of Jajouka nicht selbst musikalisch mit.
- EP: Selected Extracts From The Original Soundtrack Of A Degree Of Murder (2022) – Erste offizielle Veröffentlichung von Teilen des Filmsoundtracks.[16]